# IC 751
IC 751 — галактика типу Sb (компактна витягнута галактика) у сузір'ї Велика Ведмедиця.
Цей об'єкт міститься в оригінальній редакції індексного каталогу.